# Olympische Winterspiele 1992/Teilnehmer (Schweden)
| Gelbes Symbol für Goldmedaillen mit stilisierten Olympischen Ringen | Graues Symbol für Silbermedaillen mit stilisierten Olympischen Ringen | Braundes Symbol für Bronzemedaillen mit stilisierten Olympischen Ringen |
| ------------------------------------------------------------------- | --------------------------------------------------------------------- | ----------------------------------------------------------------------- |
| 1                                                                   | —                                                                     | 3                                                                       |

Schweden nahm an den Olympischen Winterspielen 1992 im französischen Albertville mit einer Delegation von 73 Athleten in neun Disziplinen teil, davon 56 Männer und 17 Frauen. Mit einer Goldmedaille und drei Bronzemedaillen platzierte sich Schweden auf Platz 13 im Medaillenspiegel. Pernilla Wiberg wurde im Riesenslalom die einzige schwedische Olympiasiegerin bei diesen Spielen.
Fahnenträger bei der Eröffnungsfeier war der Eisschnellläufer Tomas Gustafson.

## Teilnehmer nach Sportarten

### Biathlon
Männer
- Leif Andersson
20 km Einzel: 38. Platz (1:02:09,3 h)
4 × 7,5 km Staffel: Bronze  (1:25:38,2 h)

- Ulf Johansson
10 km Sprint: 14. Platz (27:19,0 min)
20 km Einzel: 64. Platz (1:04:58,2 h)
4 × 7,5 km Staffel: Bronze  (1:25:38,2 h)

- Mikael Löfgren
10 km Sprint: 20. Platz (27:33,3 min)
20 km Einzel: Bronze  (57:59,4 min)
4 × 7,5 km Staffel: Bronze  (1:25:38,2 h)

- Anders Mannelqvist
10 km Sprint: 67. Platz (29:52,0 min)
20 km Einzel: 43. Platz (1:02:38,6 h)

- Tord Wiksten
10 km Sprint: 48. Platz (28:40,5 min)
4 × 7,5 km Staffel: Bronze  (1:25:38,2 h)

Frauen
- Inger Björkbom
7,5 km Sprint: 26. Platz (27:13,1 min)
15 km Einzel: 12. Platz (53:52,8 min)
3 × 7,5 km Staffel: 6. Platz (1:20:56,6 h)

- Catarina Eklund
15 km Einzel: 29. Platz (57:31,2 min)

- Christina Eklund
7,5 km Sprint: 57. Platz (29:25,9 min)
3 × 7,5 km Staffel: 6. Platz (1:20:56,6 h)

- Anna Hermansson
7,5 km Sprint: 43. Platz (28:20,3 min)
15 km Einzel: 64. Platz (1:03:49,0 h)

- Mia Stadig
7,5 km Sprint: 14. Platz (26:15,0 min)
15 km Einzel: 33. Platz (57:54,5 min)
3 × 7,5 km Staffel: 6. Platz (1:20:56,6 h)

### Eiskunstlauf
Frauen
- Helene Persson
Wettkampf nicht beendet

### Eishockey
| - Roger Nordström - Tommy Söderström - Tommy Sjödin - Peter Andersson - Peter Andersson - Börje Salming - Kenneth Kennholt - Fredrik Stillman - Petri Liimatainen - Håkan Loob - Thomas Rundqvist | - Mats Näslund - Lars Edström - Bengt-Åke Gustafsson - Patrik Carnbäck - Jan Viktorsson - Charles Berglund - Mikael Johansson - Peter Ottosson - Patrik Erickson - Daniel Rydmark - Patric Kjellberg |

- 5. Platz

### Eisschnelllauf
Männer
- Per Bengtsson
5000 m: 21. Platz (7:23,03 min)
10.000 m: 7. Platz (14:35,58 min)

- Björn Forslund
500 m: 20. Platz (38,24 s)
1000 m: 31. Platz (1:17,71 min)

- Tomas Gustafson
5000 m: 13. Platz (7:15,56 min)

- Joakim Karlberg
500 m: 38. Platz (40,71 s)
1500 m: 26. Platz (2:00,01 min)

- Bo König
500 m: 34. Platz (39,06 s)
1000 m: Rennen nicht beendet
1500 m: 21. Platz (1:58,94 min)

- Hans Markström
500 m: 33. Platz (38,89 s)

- Jonas Schön
1500 m: 34. Platz (2:01,53 min)
5000 m: 9. Platz (7:12,15 min)
10.000 m: 16. Platz (14:46,20 min)

Frauen
- Jasmin Krohn
1500 m: 13. Platz (2:09,62 min)
3000 m: 11. Platz (4:31,98 min)
5000 m: 11. Platz (7:50,64 min)

### Freestyle-Skiing
Männer
- Björn Åberg
Buckelpiste: 16. Platz (20,29)

- Jörgen Pääjärvi
Buckelpiste: 16. Platz (24,14)

- Leif Persson
Buckelpiste: 8. Platz (22,99)

Frauen
- Helena Waller
Buckelpiste: 20. Platz (in der Qualifikation ausgeschieden)

### Rodeln
Männer, Einsitzer
- Mikael Holm
14. Platz (3:05,292 min)

Männer, Doppelsitzer
- Hans Kohala & Carl-Johan Lindqvist
6. Platz (1:33,134 min)

### Ski Alpin
Männer
- Mats Ericson
Slalom: 14. Platz (1:48,01 min)

- Thomas Fogdö
Slalom: 5. Platz (1:45,48 min)

- Jonas Nilsson
Slalom: 8. Platz (1:46,57 min)

- Fredrik Nyberg
Super-G: 11. Platz (1:14,61 min)
Riesenslalom: 8. Platz (2:09,00 min)

- Johan Wallner
Riesenslalom: Rennen nicht beendet
Slalom: Rennen nicht beendet

Frauen
- Kristina Andersson
Riesenslalom: 10. Platz (2:15,23 min)
Slalom: 11. Platz (1:34,95 min)

- Ylva Nowén
Riesenslalom: Rennen nicht beendet
Slalom: 21. Platz (1:37,84 min)

- Pernilla Wiberg
Super-G: 12. Platz (1:24,58 min)
Riesenslalom: Gold  (2:12,74 min)
Slalom: Rennen nicht beendet

### Skilanglauf
Männer
- Henrik Forsberg
10 km klassisch: 12. Platz (29:09,0 min)
15 km Verfolgung: 9. Platz (40:16,4 min)
50 km Freistil: 37. Platz (2:16:22,7 h)
4 × 10 km Staffel: 4. Platz (1:41:23,1 h)

- Niklas Jonsson
10 km klassisch: 5. Platz (28:03,1 min)
15 km Verfolgung: 13. Platz (41:02,1 min)
30 km klassisch: 7. Platz (1:25:17,6 h)

- Christer Majbäck
10 km klassisch: Bronze  (27:56,4 min)
15 km Verfolgung: 6. Platz (39:41,0 min)
30 km klassisch: 6. Platz (1:24:12,1 h)
50 km Freistil: 16. Platz (2:11:13,3 h)
4 × 10 km Staffel: 4. Platz (1:41:23,1 h)

- Torgny Mogren
10 km klassisch: 9. Platz (28:37,8 min)
15 km Verfolgung: 5. Platz (39:01,4 min)
50 km Freistil: 12. Platz (2:10:29,9 h)
4 × 10 km Staffel: 4. Platz (1:41:23,1 h)

- Jan Ottosson
30 km klassisch: 11. Platz (1:25:33,9 h)
50 km Freistil: 44. Platz (2:18:59,9 h)
4 × 10 km Staffel: 4. Platz (1:41:23,1 h)

- Jyrki Ponsiluoma
30 km klassisch: 8. Platz (1:25:24,4 h)

Frauen
- Lis Frost
15 km klassisch: 31. Platz (47:18,3 min)
30 km Freistil: 47. Platz (1:37:05,0 h)

- Carina Görlin
5 km klassisch: 14. Platz (15:00,8 min)
10 km Verfolgung: 23. Platz (28:57,6 min)
15 km klassisch: 23. Platz (46:09,4 min)
4 × 5 km Staffel: 7. Platz (1:01:54,5 h)

- Ann-Marie Karlsson
5 km klassisch: 33. Platz (15:43,8 min)
10 km Verfolgung: 35. Platz (30:14,1 min)
30 km Freistil: 38. Platz (1:34:45,6 h)

- Karin Säterkvist
5 km klassisch: 34. Platz (15:44,6 min)
10 km Verfolgung: 30. Platz (29:27,6 min)
4 × 5 km Staffel: 7. Platz (1:01:54,5 h)

- Magdalena Wallin
15 km klassisch: 26. Platz (46:40,2 min)
30 km Freistil: 34. Platz (1:33:46,6 h)
4 × 5 km Staffel: 7. Platz (1:01:54,5 h)

- Marie-Helene Westin
5 km klassisch: 9. Platz (14:42,6 min)
10 km Verfolgung: 6. Platz (27:14,2 min)
15 km klassisch: 10. Platz (45:00,5 min)
30 km Freistil: 7. Platz (1:27:16,2 h)
4 × 5 km Staffel: 7. Platz (1:01:54,5 h)

### Skispringen
- Jan Boklöv
Normalschanze: 47. Platz (175,5)
Mannschaft: 9. Platz (515,1)

- Mikael Martinsson
Normalschanze: 17. Platz (199,9)
Großschanze: 16. Platz (168,5)
Mannschaft: 9. Platz (515,1)

- Per-Inge Tällberg
Großschanze: 50. Platz (106,1)

- Staffan Tällberg
Normalschanze: 35. Platz (186,0)
Großschanze: 27. Platz (154,0)
Mannschaft: 9. Platz (515,1)

- Magnus Westman
Normalschanze: 28. Platz (188,8)
Großschanze: 44. Platz (127,9)
Mannschaft: 9. Platz (515,1)